# Ultimate World
Ultimate World  est un roman de science-fiction, écrit en 1959 par Hugo Gernsback (États-Unis), publié en 1971.

## Résumé
Des plans sont mis en œuvre pour équiper certaines villes avec d'énormes réservoirs de chloroforme (ou un gaz équivalent) pour protéger leurs habitants des "10-ball" (gigantesque machines volantes). Lorsqu'un "10-ball" s'approche d'une maison, les gaz sont libérés dans le circuit de la ville, il suffit ensuite aux habitants de la maison en question d'ouvrir leurs bruleurs pour se défendre.
Le gaz monte ensuite vers le "10-ball" par les tubes violets pour rendre inconscient les Xenos.
Dans cet ouvrage Hugo fait un certain nombre de prédictions comme :
- la diffusion des chaines de télévision par satellite
- l'utilisation des satellites pour l'espionnage
- l'utilisation de l'énergie solaire